# A Pensão da D. Stela
A Pensão da D. Stela ou  A Pensão de Dona Estela é um filme de comédia brasileiro de 1956, dirigido por Ferenc Fekete e Alfredo Palácios para a Companhia Cinematográfica Maristela em co-produção com Cinebrás Filmes.
O roteiro de Alfredo Palácios é baseado na peça homônima de Gastão Barroso. Nos números musicais aparecem Carmélia Alves (cantando "Santa Luzia"), Os Maiorais (interpretando "Juracy" de Adoniran Barbosa e Manesinho Araújo) e Liana Duval, que também atua no filme . O título pode ser referência a uma canção de Carmem Miranda gravada em 1938, "A pensão da Dona Stella" .

## Elenco
- Jaime Costa... Nhonhô
- Maria Vidal... Dona Stela
- Liana Duval... Dadá
- Lola Brah... Zazá
- Adoniran Barbosa... Siqueira
- Randal Juliano... Doutor Martins
- Carlos Araújo
- Ayres Campos... massagista de Nhonhô
- Márcia Vasconcelos
- Carmélia Alves
- José Mercaldi, doente enganado por Nhonhô
- Ricardo Bandeira

## Sinopse
Dona Stela é a viúva dona de pensão bondosa que não tem jeito para cobrar os alugueis de seus pensionistas sempre em atraso e aceita a colaboração de Nhonhô para esse trabalho e também cuidar das contas e da papelada. Mas Nhonhô é um vigarista e mulherengo que tem uma amante estrangeira e assedia a nova empregada, não paga a hipoteca da pensão e deixa a viúva em dificuldades. Dona Stela quer que Nhonhô se case com ela ou saia da pensão e o homem se complica ainda mais quando a amante vai morar também lá, se fingindo de irmã de outro pensionista, o monarquista Siqueira e parceiro de Nhonhô em alguns golpes. Enquanto isso, a filha de D. Stela, Dadá, tenta a carreira de cantora de rádio; e o filho Zuza, a de jogador de futebol.